# Diospyros uzungwaensis
Diospyros uzungwaensis är en tvåhjärtbladig växtart som beskrevs av Frim.-møll. och Ndang. Diospyros uzungwaensis ingår i släktet Diospyros och familjen Ebenaceae. Inga underarter finns listade i Catalogue of Life.